# Eugenia rodriguesensis
Eugenia rodriguesensis är en myrtenväxtart som beskrevs av E.L.Joseph Guého och Andrew John Scott. Eugenia rodriguesensis ingår i släktet Eugenia och familjen myrtenväxter.
Artens utbredningsområde är Rodrigues. Inga underarter finns listade i Catalogue of Life.